# William E. Castle
William Ernest Castle (Ohio, 25 de octubre de 1867-Berkeley, 3 de junio de 1962) fue uno de los primeros genetistas estadounidenses.

## Biografía

### Primeros años
Nació en una granja de Ohio y se interesó tempranamente por la historia natural. Se graduó en 1889 en la Universidad Denison,  una universidad bautista que enfatizaba los clásicos, y luego se convirtió en profesor de latín en la Universidad de Ottawa en Ottawa, Kansas, donde publicó su primer artículo sobre las plantas con flores de la zona. Después de tres años de enseñanza, la botánica venció al latín.
Ingresó a la Universidad de Harvard en 1892 y en 1893 obtuvo un segundo título AB con honores. Fue nombrado asistente de laboratorio en zoología, obtuvo un título de AM en 1894 y un doctorado en 1895. Luego enseñó zoología en la Universidad de Wisconsin-Madison y en el Knox College, cada uno durante un año.

### Carrera
Regresó a Harvard en 1897. Sus primeros trabajos se centraron en la embriología, pero tras el redescubrimiento de la genética mendeliana en 1900, recurrió a la genética de los mamíferos, especialmente la del conejillo de indias. Ese mismo año, fue elegido miembro de la Academia Estadounidense de las Artes y las Ciencias.
En 1903 intervino en el debate sobre los fundamentos matemáticos de la genética mendeliana. Corrigió algunos trabajos provisionales de Udny Yule sobre mejoramiento mediante selección deliberada y genética. Al hacerlo, anticipó lo que ahora se conoce como la ley de Hardy-Weinberg.
En Harvard, Charles W. Woodworth sugirió a Castle que Drosophila podría usarse para trabajos genéticos. Castle fue el primero en utilizar la mosca de la fruta Drosophila melanogaster, y fue su trabajo el que inspiró a Thomas Hunt Morgan a utilizar Drosophila y la base del Premio Nobel de 1933 de Morgan.
En 1908, se trasladó del Museo de Zoología Comparada a la Institución Bussey de Biología Aplicada. Fue elegido miembro de la Sociedad Filosófica Estadounidense en 1910. En Harvard, su estudiante de doctorado más famoso fue Sewall Wright, quien se graduó en 1915. El mismo año fue elegido miembro de la Academia Nacional de Ciencias de Estados Unidos. Cuando se fundó la Oficina de Registro de Eugenesia en 1912, se desempeñó como miembro de su consejo asesor científico y en 1916 fue uno de los 10 fundadores de la revista científica Genetics.

### Últimos años
Se retiró de Harvard en 1936, cuando cerró la Institución Bussey, y ocupó un puesto en la Universidad de California en Berkeley, como investigador asociado en genética de mamíferos. En 1955 recibió el premio Kimber Genetics de la Academia Nacional de Ciencias de Estados Unidos. El último de sus 242 artículos se publicó en 1961, cuando tenía 91 años.

### Vida personal
En 1896, se casó con Clara Sears Bosworth y tuvieron tres hijos, uno de los cuales murió cuando era adolescente. Los demás se convirtieron en profesores en Harvard, William B. Castle de medicina, y el joven Edward Castle, de fisiología vegetal.

## Otras lecturas
- George D. Snell y Sheldon Reed (1993) William Ernest Castle, genetista pionero de mamíferos, Genética
- WE Castle y John Charles Phillips (1914), Publicación de la Carnegie Institution of Washington no. 195 (citado en el libro de SB Carroll, "The Making of the Fittest", WW Norton 2006)